# 死亡之手
死亡之手，又译死手系统（英語：Dead Hand），俄语代号为周界系统（俄语：Система «Периметр», ），是冷战时期苏联的一套核武器操控装置。它包括一套计算机系统与传感器，检测地震波、光线、放射线、压强等数据判定苏联是否已经遭到核攻击。如判定遭到攻击，系统会发射特别的“广播导弹”，这种导弹上没有核弹头，但安装了一种特殊的电子设备，该设备会向全苏联境内的洲际导弹发出广播，这些洲际导弹在收到这个广播后将会自动发射（这在概念上类似于美国AN/DRC-8紧急火箭通讯系统）。因此，当所有地面指挥与通讯系统被毁坏的情况下这套系统仍然可以工作，体现了失效致祸（fail-deadly）与相互保证毁灭的设计原则。這套系統可能是半自動的，由于计算机可能因为任何原因出现的误判，会导致核战争爆发，所以这套系统可能有一个人类控制的开关，只在核危机期间才会开启。苏联解体后，这套系统普遍认为仍然使用至今。